# I miei luoghi oscuri
I miei luoghi oscuri (My Dark Places), è un romanzo autobiografico di genere giallo dello scrittore statunitense James Ellroy pubblicato nel 1996.
Il romanzo ruota intorno all'assassinio della madre dell'autore, Jean Ellroy, avvenuto nel 1958 e rimasto irrisolto.

## Storia editoriale
Nel 1998 un amico dell'autore, un giornalista di Los Angeles, lo informò che aveva in mente di scrivere un articolo su cinque casi di omicidio irrisolti, avvenuti nella Valle di San Gabriel; tra questi vi era quello della madre di Ellroy, assassinata nel 1958. Ellroy, appreso che il giornalista aveva avuto accesso ai carteggi investigativi, si recò a Los Angeles per visionarli anche lui. Dopo averli letti, decise di scrivere lui stesso un pezzo di 5000 parole per la rivista GQ. Dopo la lettura dei dossier dell'omicidio, si rese conto che la morte violenta della madre aveva delle somiglianze con il caso della Dalia Nera, di ispirazione per l'omonimo romanzo. Dopo la pubblicazione dell'articolo negli Stati Uniti e in Gran Bretagna, e delle positive critiche ricevute, Ellroy decise di ampliarlo e fare dell'articolo una vera e propria biografia, tentando nel contempo di trovare l'assassino della madre, trentasette anni dopo l'omicidio.
Il romanzo è stato pubblicato per la prima volta in Italia nel 1997.

## Trama
Il libro è diviso in quatto capitoli.
Nella prima parte (La Rossa), James Ellroy ripercorre l'indagine della polizia condotta nel 1958, in seguito all'assassinio della madre, Jeneva "Geneva" Ellroy, donna dai capelli rossi, ritrovata strangolata e parzialmente svestita in un prato nei sobborghi di Los Angeles. Nonostante le molteplici ricerche degli investigatori su vari sospettati, l'assassino non è mai stato identificato.
La seconda parte (Il bambino nella foto) è autobiografica: la fotografia che introduce questa parte è quella di James Ellroy, dieci anni, scattatagli da un agente della polizia il 22 giugno 1958, il giorno in cui gli fu comunicato il ritrovamento del corpo della madre assassinata. Il capitolo narra l'infanzia dell'autore, il divorzio conflittuale dei genitori e l'antipatia per la madre, cui fu affidato dal giudice e la stima per il padre, Armand Ellroy, che vede solo nei fine settimana. Dopo l'assassinio della madre, James andò a vivere con il padre, che scoprì essere inetto e bugiardo. Iniziò un periodo di vita sregolata e di ristrettezze economiche ad Hancock Park, durante i quali James esplorò Los Angeles, iniziò a dedicarsi al furto, e al voyeurismo. Il padre morì dopo malattia; nel frattempo James si diede al consumo compulsivo di droga che lo portò a vivere in strada e ad essere arrestato più volte. Una drammatica esperienza con la droga lo convinse a disintossicarsi: si dedicò quindi alla scrittura, con discreto successo dopo aver lavorato come caddie.
La terza parte (Stoner) è dedicata a Bill Stoner, un agente di polizia in pensione della polizia di Los Angeles, la cui carriera nel dipartimento omicidi si concluse nel dipartimento investigativo per crimini irrisolti.
Nell'ultima parte (Geneva Hilliker) si svolge tra il 1995 e il 1996, James Ellroy chiede a Bill Stoner di indagare con lui sulle circostanze della morte di sua madre, nella speranza di trovare l'assassino. di quest'ultima, trentacinque anni dopo i fatti. Scavano nella vita di Geneva Ellroy, riesaminano sistematicamente gli atti del fascicolo e interrogano anziani testimoni e persone che l'avevano conosciuta. Le indagini si concentrano sulla ricerca di un uomo, dalla fisionomia latina, e su di una giovane donna bionda, visti in un bar da testimoni in compagnia di Geneva poche ore prima del ritrovamento del corpo di questa. L'autore si rende conto di aver sempre ignorato il passato della madre, già sposata e divorziata, e di essersi erroneamente fidato delle bugie del padre che la dipingeva come ninfomane e amorale. Le indagini non porteranno a nessun risultato, ma segnano un importante momento nella vita di James Ellroy che, grazie all'aiuto dell'ex detective, riabilita la figura della madre riconciliandosi con il suo passato.

## Edizioni
- (EN) James Ellroy, My Dark Places, 1ª ed., Londra, Century, 1996, ISBN 0-679-44185-9.
- James Ellroy, I miei luoghi oscuri, traduzione di Sergio Claudio Perroni, Milano, Bompiani, 1997, ISBN 9788845229602.
- (FR) James Ellroy, Ma part d'ombre, traduzione di Freddy Michalski, Parigi, Rivages, 1997, ISBN 2-7436-0171-X.